# Зоран Миланович
Зоран Миланович (на хърватски: Zoran Milanović) е хърватски политик с лявоцентристката ориентация, президент на Хърватия от 19 февруари 2020 г. Лидер на коалицията Кукурику и Социалдемократическата партия на Хърватия, също така е и бивш премиер на Хърватия от 23 декември 2011 до 22 януари 2016 година.

## Биография
Роден е на 30 октомври 1966 г. в Загреб. Учи в средното училище „Център за управление и правосъдие“, след което завършва с отличие Юридическия факултет на Загребския университет.
След дипломирането си Миланович отива да работи в един от съдилищата в Загреб, а след това, през 1993 г., в Министерството на външните работи. Във външното министерство той е нает от бъдещия си политически опонент и бивш премиер Иво Санадер. Година по-късно Миланович заминава за работа на ОССЕ в Нагорни Карабах. През 1996 г. става съветник на хърватската мисия към ЕС и НАТО в Брюксел. Там завършва аспирантурата си. През 1999 г. се връща в Министерството на външните работи.
По същото време Миланович започва политическата си кариера. Присъединява се към Социалдемократическата партия (СДПХ), създадена през 1990 г. на основата на Съюза на комунистите на Хърватия. Преди това той не е бил член на нито една партия. След победата на СДПХ на изборите през 2000 г. Миланович започва да наблюдава отношенията с НАТО в Министерството на външните работи. Три години по-късно той става помощник-министър на външните работи.

## Политическа кариера
През 2004 г. Миланович е избран за член на Централния комитет на Социалдемократическата партия, а две години по-късно той става прессекретар на партията за кратко време.
След смъртта на лидера на Социалдемократическата партия Ивица Рачан, той се кандидатира за поста председател на партията. Кандидатурата му е посрещната с аплодисменти. Смята се, че Рачан, който говори малко преди смъртта си за необходимостта от идването на „нови сили“, подкрепя точно Миланович. На 2 юни 2007 г. на десетия извънреден конгрес на Социалдемократическата партия Миланович е избран за председател на партията.
Рейтингът на Социалдемократическата партия започва рязко да расте и мнозина вече прогнозират победата ѝ на парламентарните избори през 2007 г., но политическият опит на Миланович не е достатъчен и Хърватската демократична общност отново печели. СДПХ става най-голямата опозиционна сила в парламента.
През 2019 г. той участва в изборите на президент на Хърватия. Той преминава във втория тур и печели най-много гласове (29,5%) и побеждава сегашния президент Колинда Грабар-Китарович, която има 26,7%. В резултат на втория тур на президентските избори той е избран за президент на Хърватия.